# 1862 ve fotografii

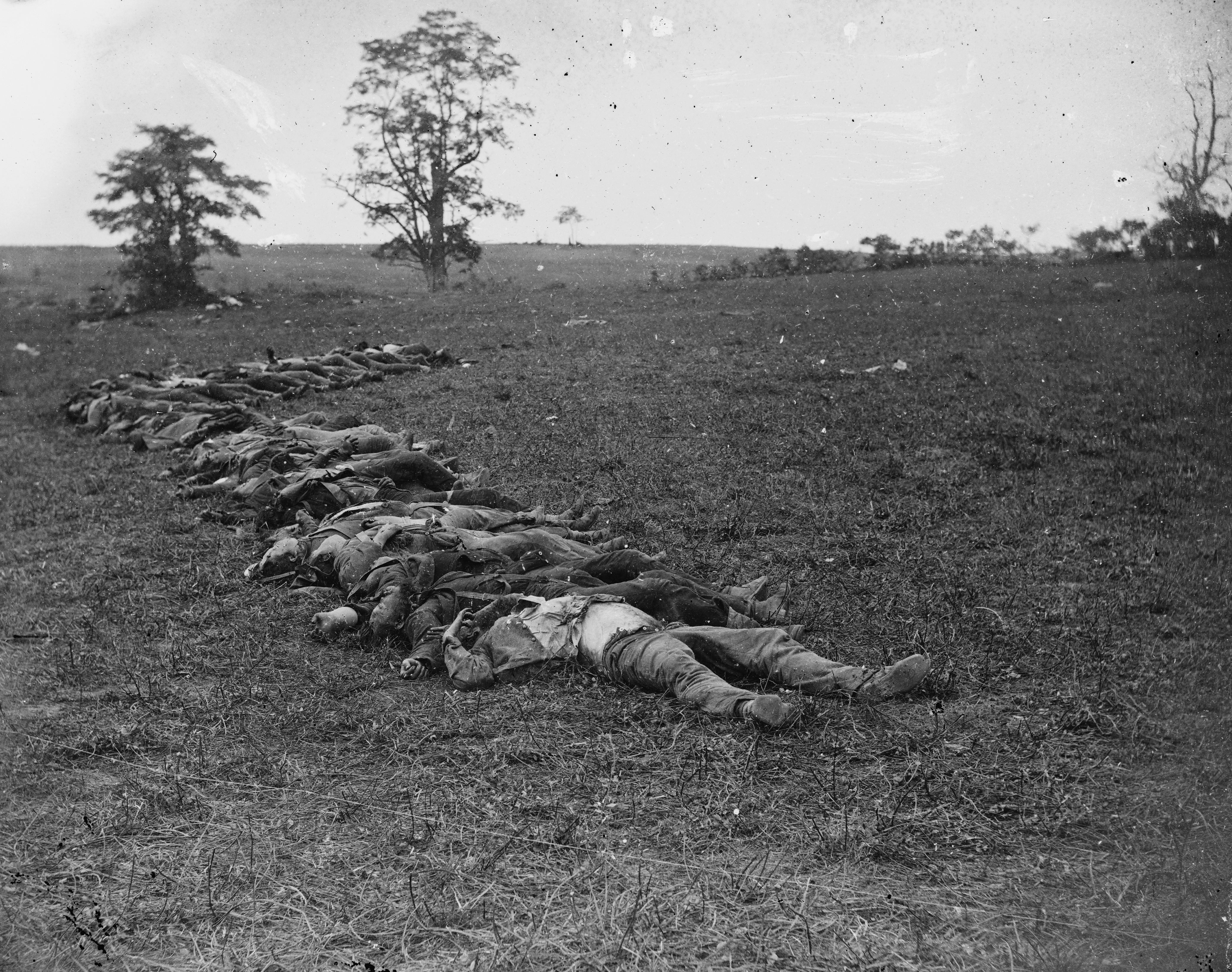
Konfederační vojáci, kteří padli u Antietamu, jsou připraveni na pohřeb, fotografie Alexandra Gardnera vystavil Mathew B. Brady na výstavě pod názvem The Dead of Antietam (Mrtví z Antietamu)

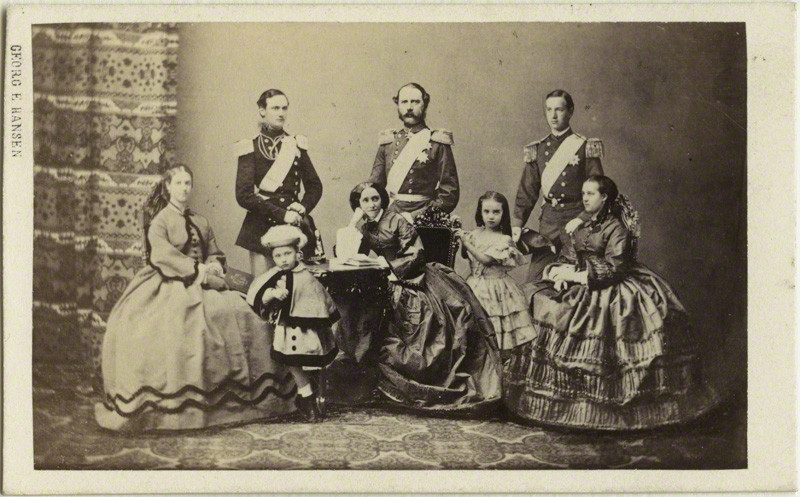
Georg Emil Hansen: Kristián IX. s rodinou, albuminová carte de visite, fotomontáž, 1862

Tento článek obsahuje významné fotografické události v roce 1862.

## Události
- Louis Ducos du Hauron publikoval první studie o barevném fotografickém procesu. Současně vyvíjel vhodné procesy Charles Cros. Avšak pouze du Hauron mohl následně prokázat praktický postup. Osvítil bromostříbrnou kolodiovou desku výtažkovými filtry a zhotovil tak diapozitivy zabarvené do červena, modra a žluta. Tyto tři části pak musely být k získání konečné fotografie zcela přesně položeny přes sebe. Metody obou vynálezců byly založeny na principu tříbarevnosti.

- Mathew B. Brady uspořádal ve své newyorské galerii výstavu fotografií Bitvy o Antietam. Pod názvem Mrtvý Antietam byly poprvé vystaveny drastické obrazy padlých vojáků. Bradyho zvyk uvádět snímky svých zaměstnanců pouze pod jeho jménem vedl k přerušení spolupráce s bratry Jamesem a Alexandrem Gardnerem a Timothym H. O'Sullivanem, kteří se na konci roku vydali vlastní cestou.

- Charles Marville byl jmenován oficiálním fotografem města Paříž.

## Narození v roce 1862
- 1. ledna – Ethel Brilliana Tweedie, britská malířka a fotografka († 15. dubna 1940)
- 21. ledna – Pierre Dieulefils, francouzský fotograf († 19. listopadu 1937)
- 6. února – Wilhelm Degode, německý malíř a fotograf († 26. listopadu 1931)
- 8. února – Curt Bentzin, německý podnikatel a výrobce fotoaparátů v Görlitzu († 23. května 1932)
- 13. února – Peder O. Aune, norský dvorní fotograf († 11. listopadu 1931)
- 25. března – Anton Blomberg, švédský fotograf († 8. června 1936)
- 11. dubna – Adeline Boutain, francouzská fotografka († 13. února 1946)
- 15. dubna – Marius Bar, francouzský fotograf († 23. srpna 1930)
- 25. dubna – Adolf Miethe, německý vynálezce v oblasti fotografické techniky († 5. května 1927)
- 10. května – Magnús Ólafsson, islandský fotograf († 26. září 1937)
- 30. května – Jacques de Thézac, francouzský etnolog, filantrop a fotograf († 23. června 1936)
- 6. června – Pavel Socháň, slovenský malíř, fotograf, etnograf, dramatik († 23. ledna 1941)
- 7. srpna – Rudolf Eickemeyer, americký fotograf († 25. dubna 1932)
- 10. srpna – Eugène Lageat, francouzský fotograf († ?)
- 2. září – François-Edmond Fortier, francouzský fotograf († 24. února 1928)
- 12. září – Barnett McFee Clinedinst, americký oficiální fotograf Bílého domu († 15. března 1953)
- 20. září – Ernest Florman, švédský fotograf († 15. prosince 1952)
- 22. září – Helen Messinger Murdochová, americká fotografka, propagovala autochromy v cestovní fotografii ( 29. března 1956)
- 27. září – Edoardo Gioja, italský malíř a fotograf († 30. května 1937)
- 22. listopadu – Camille Enlart, francouzský fotograf († 14. února 1927)
- 30. listopadu – Karl Emil Ståhlberg, finský fotograf a filmový producent († 27. června 1919)
- 22. prosince – Kaulak, španělský fotograf († 13. září 1933)
- Edyth Carter Beveridge, americká fotožurnalistka, dokumentovala život v Richmondu ve Virginii na přelomu 19. a 20. století a produkovala fotografické eseje pro Ladies' Home Journal († 29. srpna 1927)
- ? – Keturah Anne Collingsová, britská malířka a fotografka († 1948)
- ? – Jakub Henner, polský fotograf působící v Přemyšli a Lvově († 1928)
- ? – Eugène Lefèvre-Pontalis, francouzský architekt a fotograf († ? 12. února – 31. října 1923)
- ? – François-Rupert Carabin, francouzský sochař a fotograf († ? 27. března - listopad 1932)
- ? – Edmond-Victor Boissonnas, švýcarský fotograf († (6. května – † 25. ledna 1890)
- ? – Armand Henry Prillot, francouzský fotograf († 1910)
- ? – Charlotte Barthová, norská fotografka působící v ateliéru v Lillehammeru od roku 1870 asi do roku 1889 (1. ledna 1862 – 2. března 1940)

## Úmrtí v roce 1862
- 15. července – Alois Löcherer, německý fotograf (* 14. srpna 1815)